# 마잔산
마잔산(중국어 간체자: 马占山, 정체자: 馬占山, 병음: Mǎ Zhànshān, 1885년 11월 30일 ~ 1950년 11월 29일)은 만주 침공을 받을 때 초기에 일본 제국 육군을 반대했던 중국의 장군이다. 이후 만주국으로 전향하여 만주국과 중국의 다른 지역에서 일본에 대항하여 싸웠다.

## 생애
마잔산은 지린성 궁주링시에서 가난한 목양 가족에게서 태어났다. 20세에 화이더 지역의 보안원이 되었다.
일부 서방권 문서에 따르면 마잔산은 1887년 랴오닝성에서 태어났다. 그러나 대부분의 출처에 따르면 그가 태어난 해는 1885년으로 주장되었다.
흑룡강 TV에서 그의 항일 투쟁이 드라마로 방영되었다.

## 참고 문헌
1. ↑  Index Ma-Mam
2. ↑  John Gunther (2007). 《Inside Asia - 1942 War Edition》. READ BOOKS. 306쪽. ISBN 978-1-4067-1532-3. 2010년 6월 28일에 확인함.
3. ↑  Paul Preston; Michael Partridge; Antony Best (2000). 《British documents on foreign affairs: reports and papers from the Foreign Office confidential print. From 1946 through 1950. Asia, Volume 1》. University Publications of America. 37쪽. ISBN 1-55655-768-X. 2010년 6월 28일에 확인함.
4. ↑  Steen Ammentorp (2000–2009). “The Generals of World War II Generals from China Ma Zhanshan”. 2010년 10월 31일에 확인함.

### 서적
- Dupuy, Trevor N. (1992). 《Encyclopedia of Military Biography》. I B Tauris & Co Ltd. ISBN 1-85043-569-3.
- Elleman, Bruce (2001). 《Modern Chinese Warfare》. Routledge. ISBN 0-415-21474-2.
- Jowett, Phillip S. (2004). 《Rays of The Rising Sun, Armed Forces of Japan's Asian Allies 1931-45, Volume I: China & Manchuria》. Helion & Co. Ltd. ISBN 1-874622-21-3.
- Mitter, Rana (2000). 《The Manchurian Myth: Nationalism, Resistance, and Collaboration in Modern China》. University of California Press. ISBN 0-520-22111-7.
- Wang, Ke-Wen (1997). 《Modern China: An Encyclopedia of History, Culture, and Nationalism》. Routledge. ISBN 0-8153-0720-9.